# Dramma giocoso
Dramma giocoso (pol. wesoły dramat) – rodzaj opery łączący operę seria z operą buffa. Temat dramma giocoso jest poważny, jak w operze seria, zaś środki muzyczne, jakimi posługuje się kompozytor pochodzą także z opery buffa. Postaci bywają przerysowane, sceny humorystyczne przeplatają się (czy nawet łączą) np. z budzącymi grozę czy batalistycznymi.
Przykładem dramma giocoso jest „Don Giovanni” Wolfganga Amadeusa Mozarta.